# Nová Lehota
Nová Lehota (Hongaars: Újszabadi) is een Slowaakse gemeente in de regio Trenčín, en maakt deel uit van het district Nové Mesto nad Váhom.
Nová Lehota telt 201 inwoners.